# Паростки сої
Паростки сої, конгамуль — овоч, отриманий шляхом пророщування сої.

## Виробництво
Їх можна вирощувати, поливаючи сою в тіні, поки не утворяться паростки, але не довге коріння. Паростки сої широко культивуються і споживаються в Кореї.

## Історія

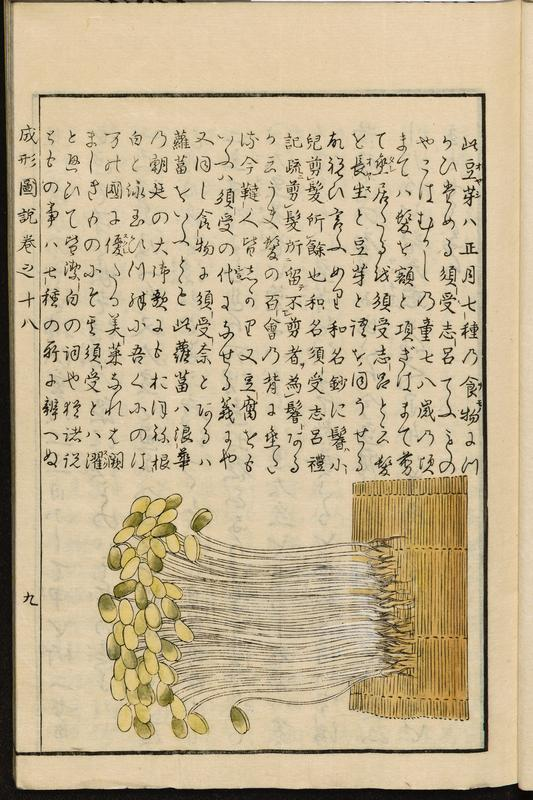
Паростки сої, ілюстрація з японської сільськогосподарської енциклопедії Сейкей Зусецу (1804)

Вважають, що паростки сої їли ще з часів трьох королівств Кореї. Записи про вирощування конгамуля знайдені в медичній книзі початку XIII століття «Невідкладні засоби народної медицини», опублікованій в Корьо. У книзі йдеться, що в 935, під час заснування Корьо, один генерал пропонував соєві проростки для голодуючих солдатів.
Способи приготування паростків перераховані в книзі по управлінні фермою, виданій у Чосон. В іншому документі Чосон, «Літературне різноманіття Сонхо», зазначається, що бідні люди використовували паростки сої для виготовлення конджі (рисова каша). Згідно з «Повними творами» Чонгджанггвана, збірника нарисів епохи Чосон, паростки сої були одним з основних продуктів, що споживаються під час голоду.

## Кулінарне використання

### Корея
Паростки сої — один з найпоширеніших і основних інгредієнтів корейської кухні. У корейській мові слово конгнамуль (콩나물) відноситься як до самих паростків сої, так і до намулю (приправленої овочевої страви), виготовленого з паростків сої. Страва з намульом, виготовлена обсмажуванням паростків сої з кунжутовою олією і пасеруванням на повільному вогні, є важливою для обряду джеса (обряд предків). Інша поширена страва конгнамуль-мучім, зроблена з приправлених варених пагонів сої. Паростки сої також використовуються в пібімпапі та різноманітних стравах з джим, таких як агві-тджим (тушкований Lophiomus setigerus). Іноді конгнамуль-бап (рис, приготований з соєвих проростків) їдять з приправленою соєвим соусом з травами як сільську їжу. Прозорий суп з соєвих проростків називається конгнамуль-гук, який також може бути поданий холодним в літній період. Конгнамуль-гукбап або конгнамуль-хаєджангук (суп з паростків сої для похмілля) зазвичай подають у ттукбаегі (глиняний горщик) з рисом внизу, а суп заливають зверху. У сучасній Південній Кореї гостра страва з пулькогі зі свинини, виготовлена з великою кількістю паростків сої, під назвою конгнамул-пулькогі (або конгбул), популярна серед молоді. 

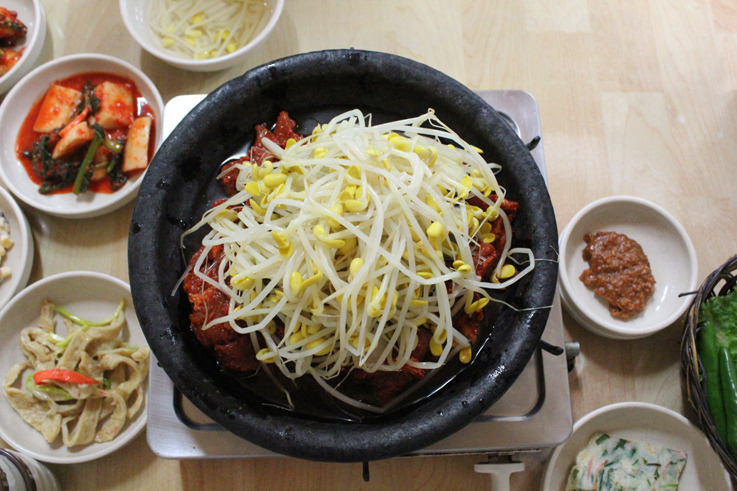
Конгнамул-булгогі перед варінням, посипаний паростками сої
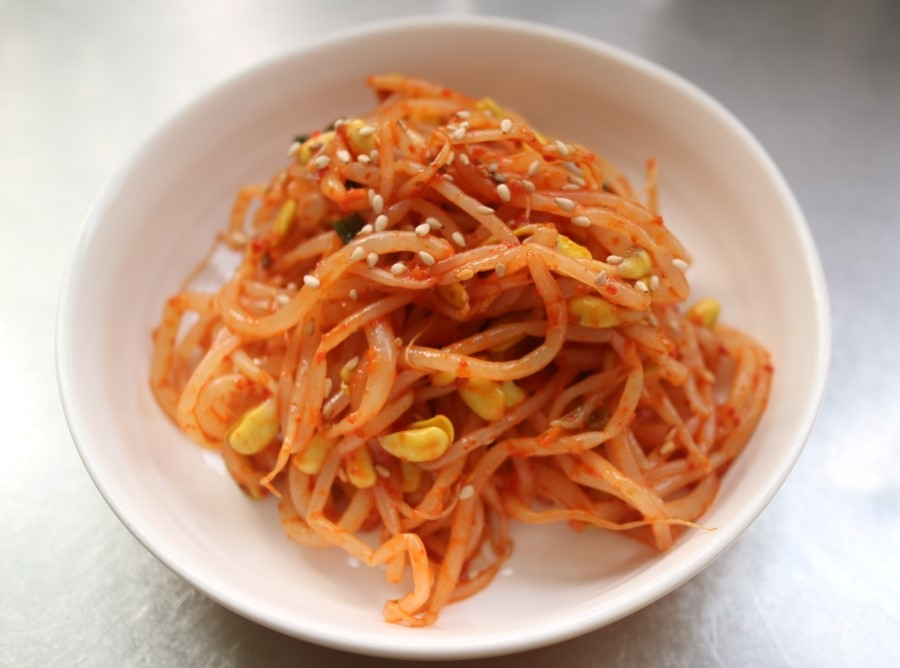
Намуль з приправлених паростків сої
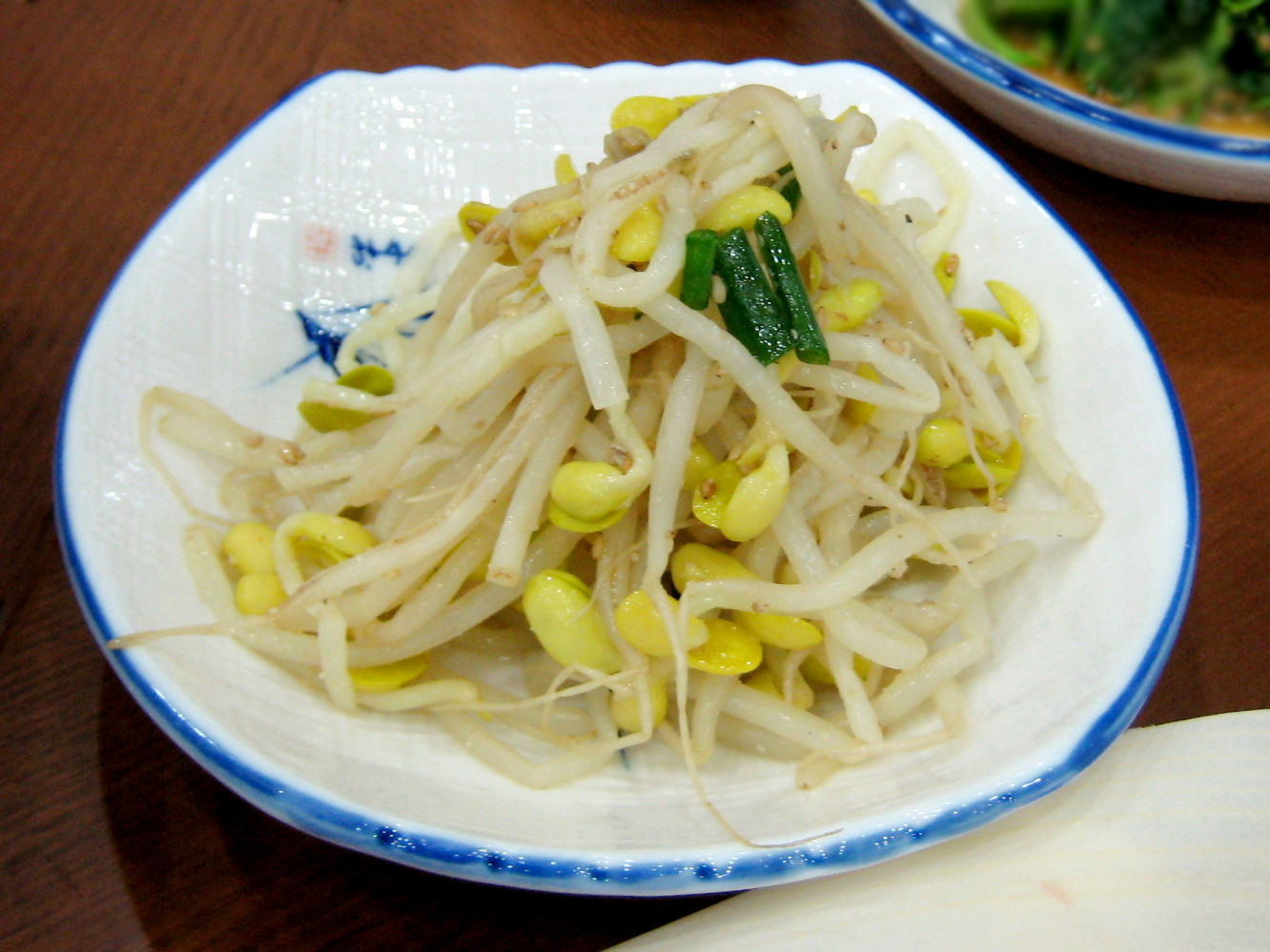
Намуль з приправлених паростків сої
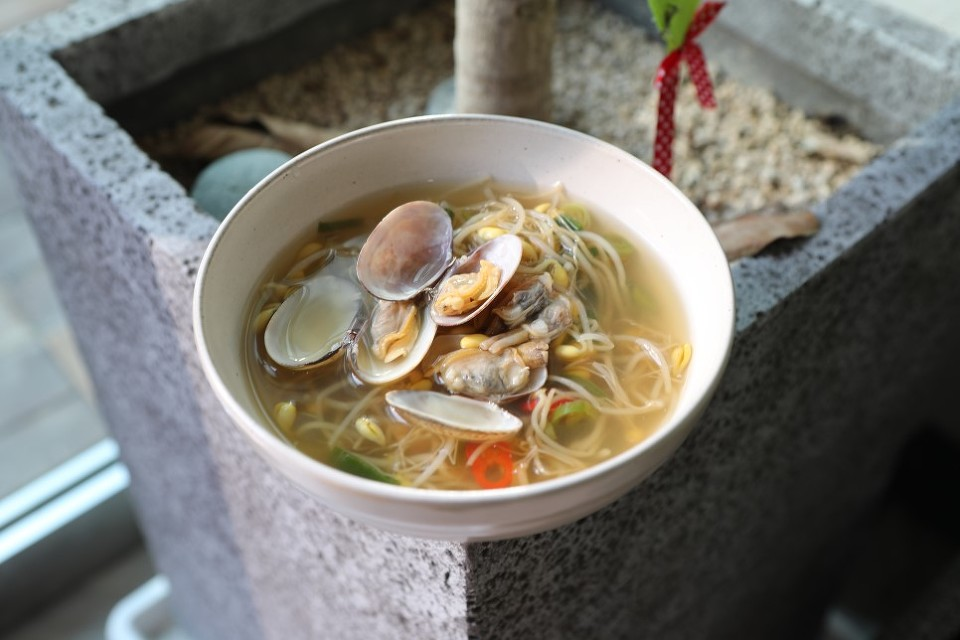
суп із паростків сої та молюсків
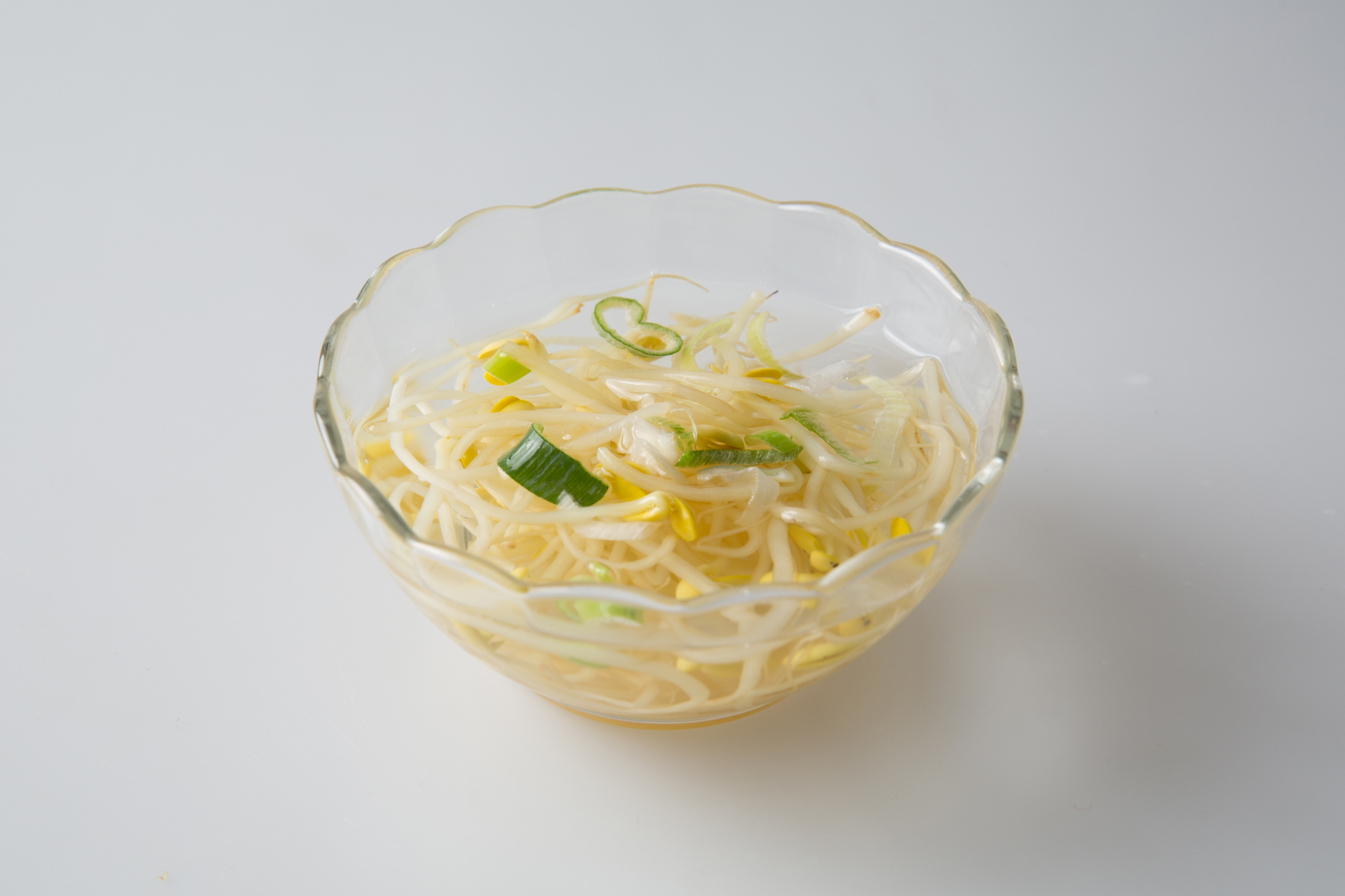
Холодний суп із паростків сої
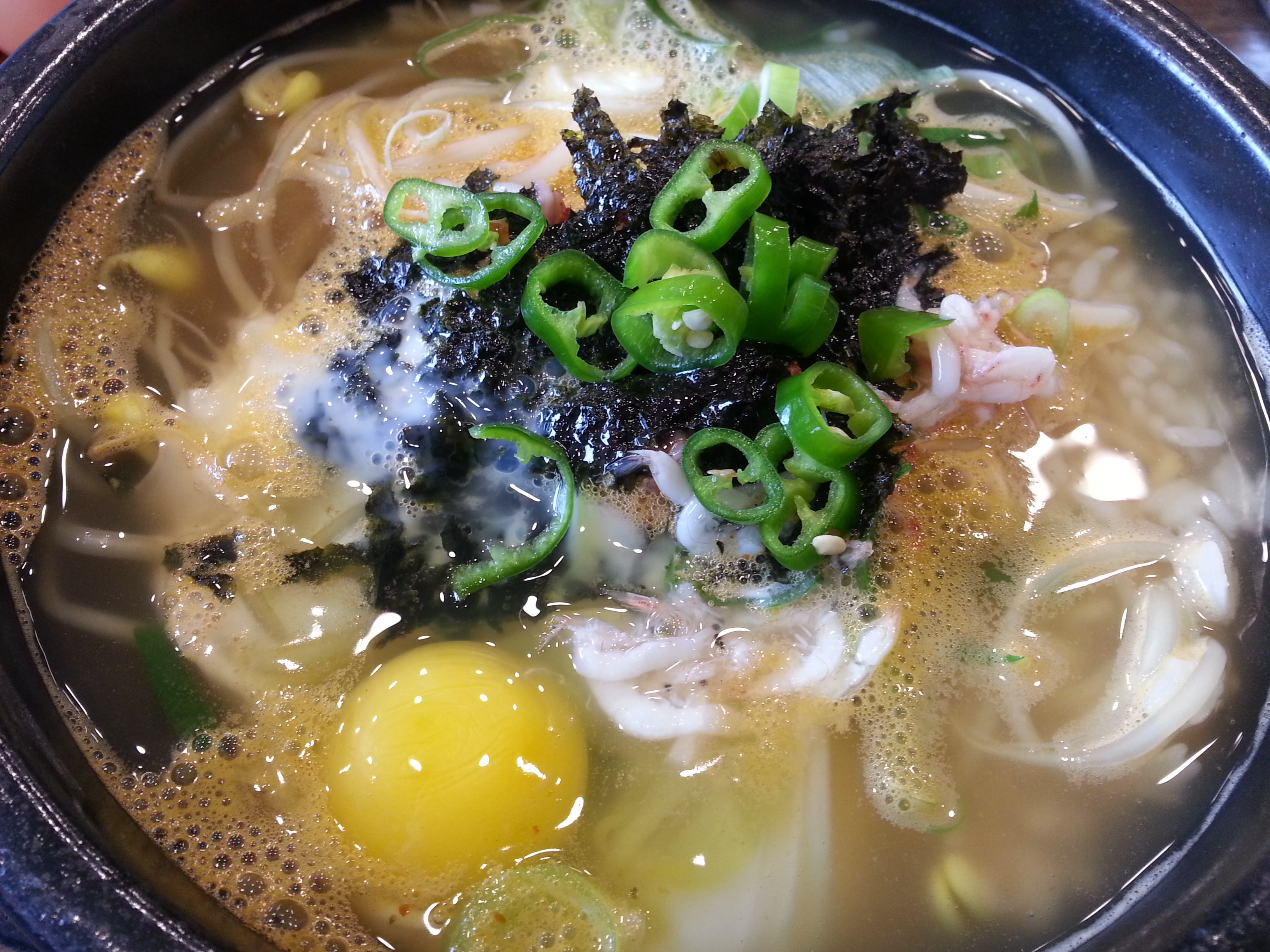
Похмільний суп з паростків сої та рисом
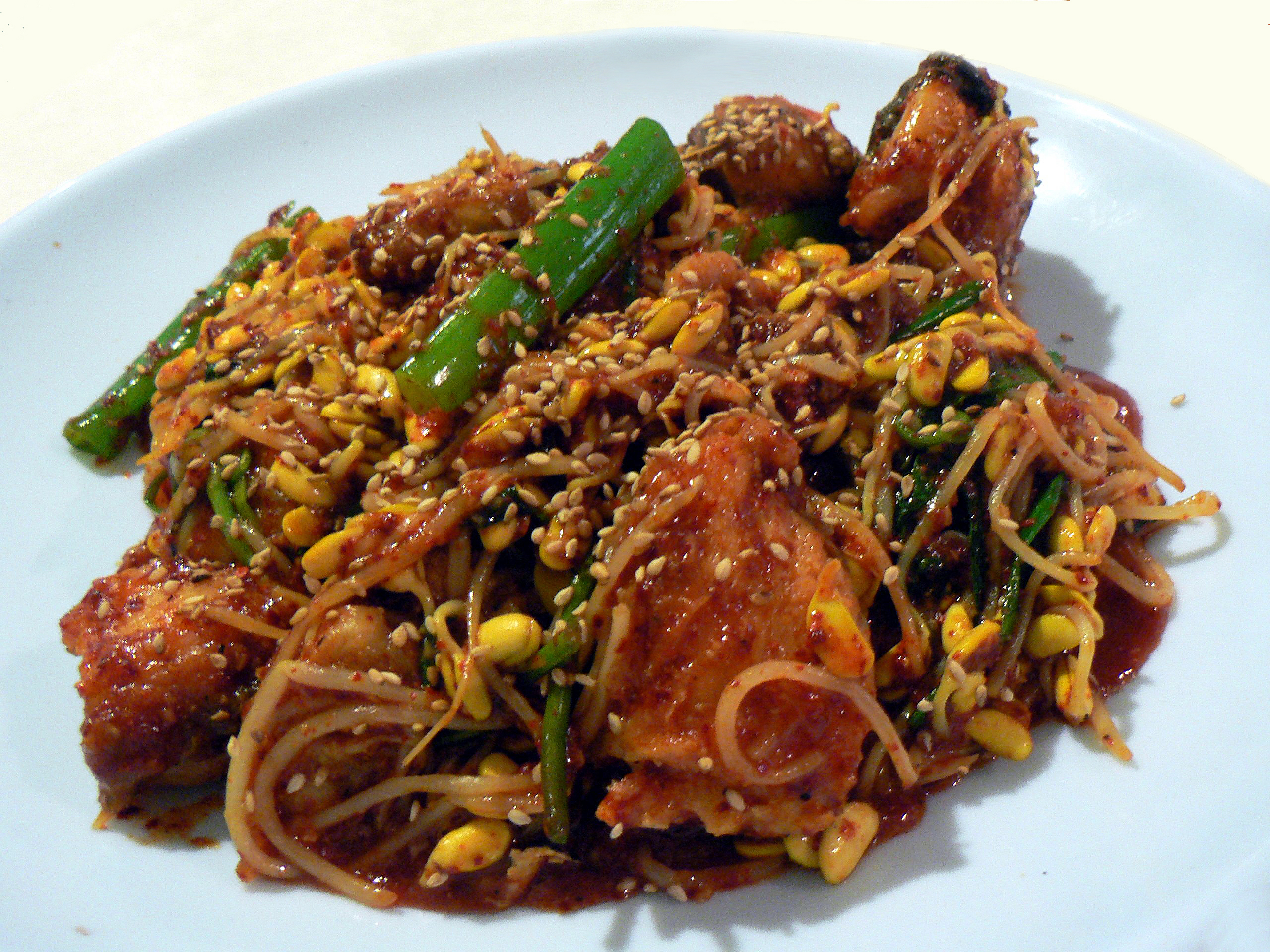

У непальській кухні кваті, суп з дев'яти видів пророслих бобів, спеціально готують на фестивалі Джанай-Пурніма, який зазвичай припадає на серпень. Кваті готується зі смаженної цибулі, часнику, імбиру, картоплі, спецій та паростків квасолі, включаючи паростки сої. Приготовлене таким чином кваті зазвичай їдять з рисом. Іноді для до кваті додають м'ясо (смажене козяче м'ясо).